# International Committee of Military Medicine
Das International Committee of Military Medicine (ICMM; engl.) bzw. Comité International de Médecine Militaire (CIMM; franz.) ist das am 21. Juli 1921 als Permanente Kommission der Internationalen Kongresse der Militärmedizin und -Pharmazie (englisch International Congresses of Military Medicine and Pharmacy-ICMMP) gegründete internationale Komitee für Militärmedizin mit Sitz in Lüttich.
Die Institution wurde am 21. Mai 1952 von der Weltgesundheitsorganisation als Spezialistenverband anerkannt und trägt die heutige Bezeichnung seit dem 28. April 1990. Der Gründungsbeschluss für eine internationale Organisation für die militärischen Sanitätsdienste der Nationen wurde bei der 28. Arbeitstagung des Verbands US-amerikanischer Militärärzte AMSUS vom US-Navy-Captain (MD) William Seaman Bainbridge und dem belgischen Sanitätsinspekteur Jules Voncken getroffen. Voncken war von 1921 bis zu seinem Tod im Juni 1975 Generalsekretär des Komitees. Zu den Gründungsnationen 1921 zählten Belgien, Brasilien, Frankreich, Italien, die Schweiz, Spanien, das Vereinigte Königreich und die Vereinigten Staaten. Die Mitgliedsstaaten werden durch den jeweils nationalen Inspekteur des militärischen Sanitätsdienstes vertreten.